# Pstruhový potok (přítok Plesné)
Pstruhový potok (německy Hennebach) je potok ve Smrčinách a Chebské pánvi v okrese Cheb v Karlovarském kraji, levostranný přítok Plesné. Převážná část potoka, až do vesnice Lomnička, části města Plesná, protéká přírodním parkem Kamenné vrchy.
Délka toku měří 9,2 km, plocha povodí činí 21,29 km².

## Průběh toku
Potok pramení ve Smrčinách západně od Horních Lubů na česko-německé státní hranici v nadmořské výšce 640 metrů. V úseku dlouhém 4,1 kilometru mezi hraničními kameny 4 až 6/9 tvoří státní hranici. Po opuštění státní hranice pokračuje potok jihovýchodním směrem, přitéká k malé vesnicí Smrčina, kde ještě před vesnicí asi 10 metrů od břehu potoka vyvěrá v bažinaté nivě pramen kyselky zvaný Velebil.
Mezi vesnicemi Smrčina a Lomnička opouští geomorfologický celek Smrčiny a přitéká do Chebské pánve. Přibírá zprava potok Rokytník a pokračuje jižním směrem k Lomničce. Po průtoku vesnicí se jeho tok mění na východní až jihovýchodní. U železniční trati se mezi zastávkami Velký Luh a Nový Kostel vlévá zleva do Plesné.